# Михаил Хандури
Михаил (Дине) Хандури или Хандули (на румънски: Mihail Handuri, Handuli; на гръцки: Ντίνο Χαντούρη) e арумънски и български революционер, войвода на Вътрешната македоно-одринска революционна организация.

## Биография
Михаил Хандури е роден във влашкото село Ливада, тогава в Османската империя. През август 1906 година Георги Мучитанов влиза с чета от власи в Паяк планина и предава ръководството ѝ на Михаил Хандури. Това са Косту Дабижа, Таки Динчя и Наум Петрушевски от Крушево, Ванчо Дамаш и Георги (Йори) Гаки Доду от Гопеш, и Наки Кузман от Маловища, а към тях се присъединяват още Христо Преш от Негован, Никола Макри и Муша Дарлаяни от Доляни, Кола Нича и Янчу Пендифунда от Бер, Христо Гичя Рошо от Патичино и Мита Здру от Къдрево. Четата се разделя на две, като действат във Воденско, Ениджевардарско и Берско около 2 години. Четата разполага със собствен печат, на който пише „Влашка Берско - Воденска чета на ВМОРО - Централисти“.
През лятото на 1907 година заедно с Иван Златанов и Георги Касапчето от Месимер или Георги Мучитанов - Касапчето се среща с Телос Агапинос и Андон Минга, които се опитват да ги привлекат на гръцка страна и да развалят българо-влашкия съюз в Ениджевардарско. Андартите са пленени и обесени няколко дни по-късно.